# Duden

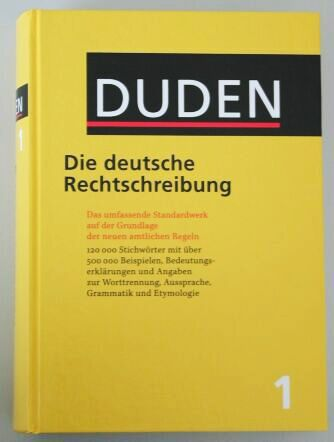
«La ortografía alemana». Primer tomo de la Colección Duden.

Duden (pronunciado [ˈduːdən]) es un diccionario alemán, publicado por primera vez en 1880 por Konrad Duden. Hasta octubre de 2010, el Duden cuenta con veinticinco ediciones y ha sido publicado en doce volúmenes, cada uno de los cuales cubre diversos aspectos de la lengua, como ortografía, gramática, préstamos de palabras, sinónimos, pronunciación y etimología. El primero de estos volúmenes Die deutsche Rechtschreibung («La ortografía alemana») ha sido la fuente de prescripción de la ortografía del idioma alemán. El Duden es actualizado regularmente con nuevas ediciones que aparecen cada cuatro o cinco años.

## Historia

### Konrad Duden
En 1872, Konrad Duden, director de un Gymnasium (escuela secundaria) en Schleiz, Turingia, publicó un diccionario alemán llamado Schleizer Duden, el primer Duden. En 1880 publicó Vollständiges Orthographisches Wörterbuch der deutschen Sprache (Diccionario ortográfico completo de la lengua alemana); este se declaró en el mismo año como la fuente oficial de la ortografía en la administración de Prusia. La primera edición de este Duden contenía 28.000 entradas.

### De 1901 a 1906
En 1902 el Bundesrat confirmó al Duden como el estándar oficial para la ortografía alemana; el Imperio austrohúngaro y Suiza pronto siguieron el ejemplo. En las siguientes décadas el Duden continuó siendo la fuente principal de la ortografía de la lengua alemana. Después de la Segunda Guerra Mundial esta tradición continuó separadamente en Alemania oriental y occidental en Leipzig y Mannheim.
En Alemania occidental algunas editoriales comenzaron a atacar el ¨monopolio¨ de Duden en la década de los cincuenta y comenzaron a publicar diccionarios con ortografías alternativas. En reacción, en noviembre de 1955 los ministros de cultura de los estados de Alemania confirmaron que la ortografía establecida por el Duden continuaría siendo el estándar oficial.

## Volúmenes
- Die deutsche Rechtschreibung
- Das Stilwörterbuch
- Das Bildwörterbuch
- Die Grammatik
- Das Fremdwörterbuch
- Das Aussprachewörterbuch
- Das Herkunftswörterbuch
- Das Synonymwörterbuch
- Richtiges und gutes Deutsch
- Das Bedeutungswörterbuch
- Redewendungen
- Zitate und Aussprüche